# Gunnar Dahlen
Gunnar Martin Dahlen (ur. 28 kwietnia 1918 w Verdal, zm. 21 maja 2004 w Sunndalsørze) – norweski piłkarz występujący na pozycji napastnika.

## Kariera klubowa
Dahlen karierę rozpoczynał w zespole Verdal IL, gdzie grał do 1940 roku. Następnie, od 1945 roku występował pierwszoligowym klubie SK Freidig. W sezonie 1948/1949 spadł z nim do drugiej ligi. W sezonie 1952/1953 awansował jednak z powrotem do pierwszej. W 1955 roku zakończył karierę.

## Kariera reprezentacyjna
W reprezentacji Norwegii Dahlen zadebiutował 7 września 1947 w zremisowanym 3:3 meczu Mistrzostw Nordyckich z Finlandią, w którym strzelił też gola. W 1952 roku został powołany do kadry na Letnie Igrzyska Olimpijskie, zakończone przez Norwegię na pierwszej rundzie. W latach 1947–1952 w drużynie narodowej rozegrał 19 spotkań i zdobył 4 bramki.